# Epitaph für Jakob Speidel

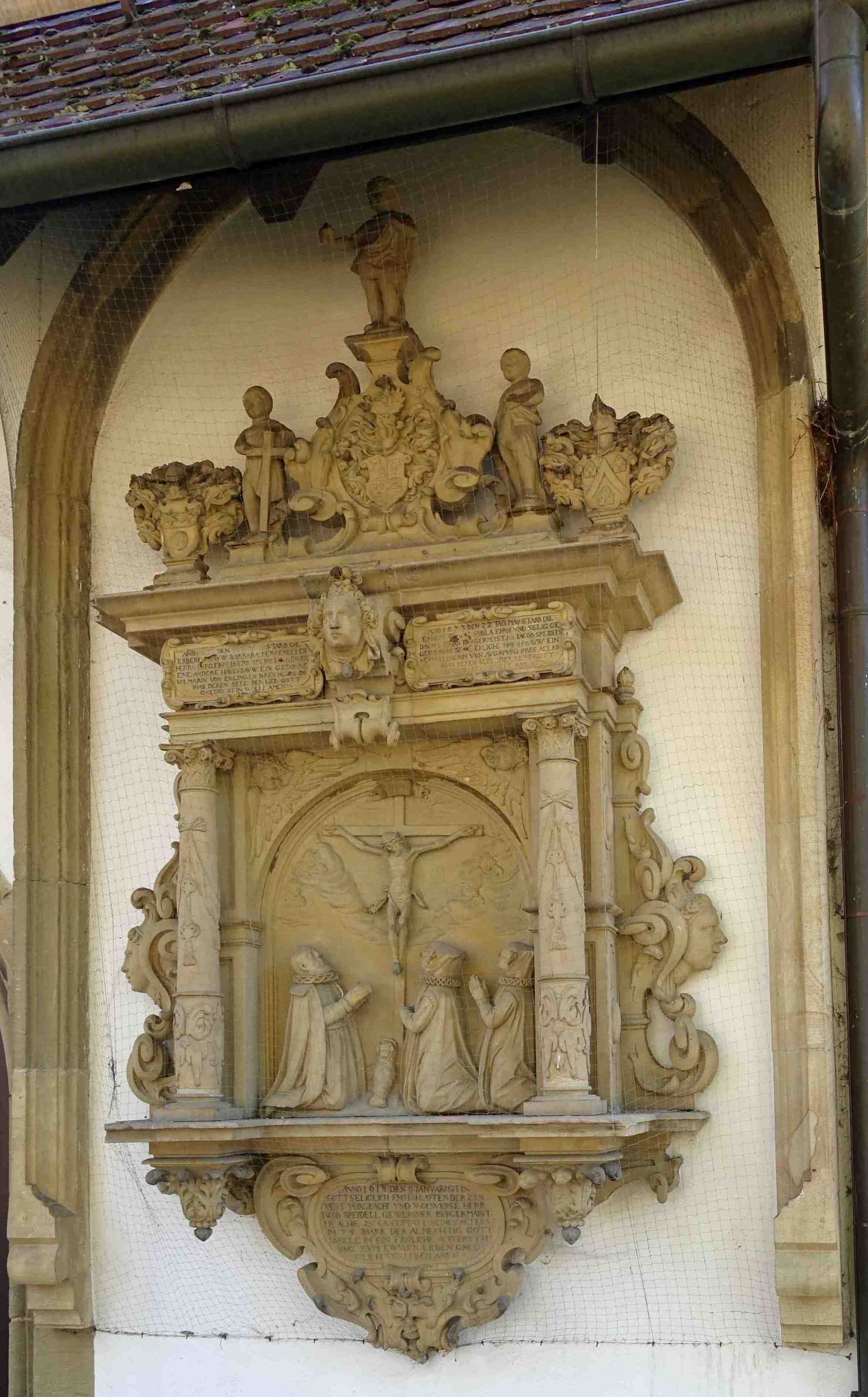
Epitaph für Jakob Speidel

Das Epitaph für Jakob Speidel ist eines von 14 Epitaphen der Uffkirche in Stuttgart-Bad Cannstatt. Das Außenepitaph ist dem Cannstatter Bürgermeister Jakob Speidel (1538–1613) gewidmet. Das Prunkepitaph eines unbekannten Meisters ist eines der bedeutendsten Renaissance-Epitaphe in Württemberg. Die Haupttafel des Epitaphs zeigt in einer Ädikula den Bürgermeister und seine Frauen als kniende Beter unter einem Kruzifix.

## Beschreibung

### Aufbau
Das dreiteilige Wandeitaph ist an der Nordwand der Kirche unter einem profilierten Bogen angebracht. Der Hauptteil besteht aus einer Ädikula mit den Beterfiguren der Verstorbenen unter dem Kruzifix. Sie wird von einem Aufsatz mit einer Figurengruppe aus 3 Knaben und 3 Wappen bekrönt. Unter der Ädikula hängt eine ovale, rollwerkgerahmte Kartusche mit einer Gedenkinschrift für Jakob Speidel (Inschrift 1).

### Ädikula
Die Ädikula ruht mit 2 Säulen vorn und 2 Pfeilern hinten auf einer flachen Konsolplatte. Das Gebälk besteht aus dem Architrav, einem Fries und einer Deckplatte mit der Bekrönung des Epitaphs. Der Fries trägt in der Mitte einen volutenförmigen Schlussstein (Agraffe) mit einer gelockten Maske und an den Seiten Rollwerkkartuschen mit Gedenkinschriften für Speidels Frauen (Inschrift 2 und 3). Die ionischen Säulen im Vordergrund tragen im unteren Drittel eine aus Rollwerk gebildete groteske Maske, der obere Teil des Schafts ist mit einer grotesken Vorhangdekoration verkleidet. Die Säulen enden unter der Konsole in Hängezapfen mit Akanthusblättern.
Ein Bogenfeld mit geflügelten Engelköpfchen in den Zwickeln verbindet die beiden kassettierten hinteren Pfeiler. Es wölbt sich über dem Kruzifix, hinter dem sich ein Flachrelief mit Wolken und Engelchen erstreckt. Zwischen den Säulen knien im Vordergrund die vollplastischen Figuren von Jakob Speidel und seinen beiden Frauen, zwischen ihnen lehnt ein mumienhaftes Wickelkind an das Kreuz zur Erinnerung an ein früh verstorbenes Kind. Die Ädikula wird flankiert von zwei Rollwerkwangen, die seitwärts blickende Köpfe umrahmen.

### Bekrönung
Das Epitaph wird von 3 antik gewandeten, halbnackten Knabenfiguren bekrönt, die zusammen mit je einem Wappen die Familien Vollmar, Speidel und Neuhäuser symbolisieren. Die mittlere Figur zeigt einen Knaben mit einer Kugel in der ausgestreckten Hand. Er steht auf einem konsolartigen Postament, das aus einem aufwändig gestalteten Rollwerkmedaillon mit dem Wappen der Familie Speidel herauswächst. Die Knabenfiguren an den Seiten, davon eine mit einem bodenlangen Kreuz, stehen neben rollwerkverzierten, einfacher gestalteten Wappenmedaillons der Familien Vollmar und Neuhäuser.

## Inschriften

### Inschrift 1
Gedenkinschrift für den Cannstatter Bürgermeister Jakob Speidel (1538–1613):
Anno 1613 den 9 January ist in Gott seliglich endtschlaffen der ernvest vorgeacht und wolweyse Herr Speidell geweßner Bürgermaister alhie zu Cantstatt seines Alters im 75 Jharr. Der allmechtig Gott wolle im ein fröliche Auferstehung zum ewigen Leben gnediglich verleihen. Amen.

### Inschrift 2
Linke Rollwerkkartusche am Fries, Gedenkinschrift für Speidels zweite Frau Barbara Vollmar aus Esslingen († 1617):
Anno 1617 den 19 Novemb. starb die erbere Frauw Barbara merbemeltes Herrn Burgermeisters Speidels gewesene andere Hausfrauw, ein geborne Volmarin von Eslingen ihres Alters im __ Jhar deren Seel der lieb Gott gnedig sein wolle. Amen.

### Inschrift 3
Rechte Rollwerkkartusche am Fries, Gedenkinschrift für Speidels erste Frau Sybille Neuhäuser aus Augsburg († 1573):
Anno 1573 den 22 Tag May starb die erbere Frauw Sybila ehrn und selig gedachts Herrn Bürgermeisters Iacob Speidels gewesene […] ehliche Hausfrauw, ein Neuwheyserin von Augspurg, ihres Alters im __ Jhar deren Seel der liebe Gott gnedig sein wolle. Amen.

## Plattenweg

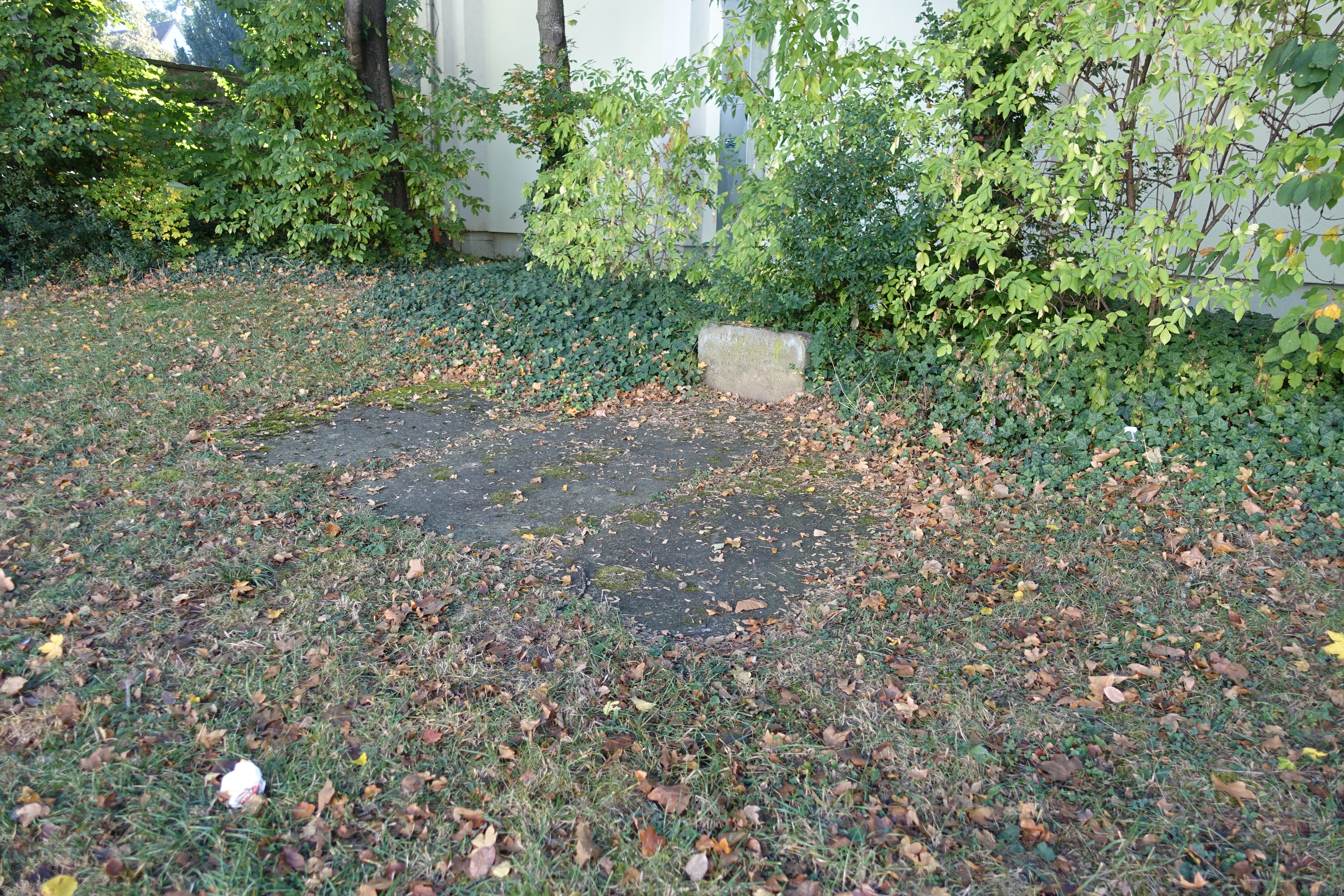
Reste des Plattenwegs

An der Waiblinger Straße befindet sich in einem Rasenstück vor der Mauer des Uff-Kirchhofs ein Relikt aus der Zeit des Bürgermeisters Jakob Speidel. Er wollte seinen Mitbürgern den Gang durch Matsch und Unrat ersparen, wenn sie zu einem Leichenbegängnis zur Uffkirche unterwegs waren.
Daher stiftete er 1596 einen schönen Plattenweg, von dem sich 3 Platten erhalten haben. Ein unscheinbarer Denkstein weist auf die unscheinbaren Reste des Plattenwegs hin. Der Denkstein trägt die Inschrift: „Plattenweg vom Oberen Tor zur Uffkirche gestiftet vor 1600 von Bürgermeister Speidel“.